# Elecciones generales de San Marino de 1983
Las elecciones generales de San Marino fueron realizadas el 29 de mayo de 1983. La victoria fue para el Partido Demócrata Cristiano Sanmarinense, obteniendo 26 de los 60 escaños en el Consejo Grande y General.

## Resultados
| Partido                                          | Votos  | %    | Escaños | +/–   |
| ------------------------------------------------ | ------ | ---- | ------- | ----- |
| Partido Demócrata Cristiano Sanmarinense         | 7 068  | 42.1 | 26      | 0     |
| Partido Comunista Sanmarinense                   | 4 096  | 24.4 | 15      | –1    |
| Partido de los Socialistas y Demócratas          | 2 490  | 14.8 | 9       | +1    |
| Partido Socialista Unitario                      | 2 333  | 13.9 | 8       | +1    |
| Partido Socialdemócrata                          | 487    | 2.9  | 1       | –1    |
| Consentimiento Democrático - Partido Republicano | 328    | 2.0  | 1       | Nuevo |
| Votos en blanco/nulos                            | 407    | –    | –       | –     |
| Total                                            | 17 209 | 100  | 60      | 0     |
| Participación electoral                          | 21 588 | 79.7 | –       | –     |
| Fuente: Nohlen & Stöver                          |        |      |         |       |